# Gordon Michael Woolvett
Gordon Michael Woolvett (Hamilton, 12 giugno 1970) è un attore, regista e sceneggiatore canadese.
È noto al pubblico per aver interpretato il ruolo di Seamus Harper, meccanico dell'astronave Andromeda nell'omonima serie televisiva.

## Biografia
All'età di otto anni, per tenersi lontano dai guai durante l'estate, entra a far parte di una scuola estiva. Entusiasta del tempo che vi ha trascorso, decide di rifrequentarla l'anno successivo cominciando ad interessarsi all'arte dello spettacolo in particolar modo alla recitazione. Studiò anche danza che interruppe con l'adolescenza considerandola fuori moda.
Durante il periodo scolastico, ebbe un ruolo importante nella recita del romanzo Oliver Twistm, tanto da esser notato da un agente che gli permise di iniziare la sua carriera professionale in qualità di bambino attore.
Comincia ad apparire in spot pubblicitari e piccoli ruoli prima di ottenere un ruolo nel suo primo cortometraggio Going To War.
Nel 1985, all'età di 15 anni, apparve al fianco di Alan Arkin e come figlio di James Woods nel film Joshua Then and Now.
Ha spesso dichiarato che gli sarebbe piaciuto essere una rock star in quanto oltre alla recitazione ebbe anche ambizioni in campo musicale. Infine scelse di continuare con la recitazione grazie alle numerose richieste come attore in film e ruoli da guest star.
Nel corso del 1990 ha avuto un ruolo principale nella serie Deepwater Black anche se il ruolo che l'ha reso più famoso resta comunque quello del sedicente genio Seamus Zelazny Harper, nella serie televisiva Andromeda prodotta da Gene Roddenberry.
Oltre ad essere attore, è stato anche presentatore, sceneggiatore e regista. Ha infatti scritto l'episodio 17 della quarta stagione della serie televisiva Andromeda e nel 2004 ha scritto e diretto il suo primo cortometraggio dal nome Fracture.
Nel 2000 recita in The Guard, una serie televisiva canadese, che si concentra sulla vita quotidiana delle guardie costiere canadesi.

### Vita personale
Il 15 gennaio del 2000 si sposa con l'attrice Michelle Morand. Hanno due figli: Rogan, nato il 31 luglio 2001 e Veronica Michelle, nata il 25 giugno 2005.

## Filmografia

### Regista
- Fracture (2006)
- The Heartbreak Cafe - serie TV, numero episodi sconosciuto (2006)

### Attore
- I gemelli Edison (The Edison Twins) - serie TV, episodio 1x08 (1984)
- Joshua Then And Now, regia di Ted Kotcheff (1985)
- Going To War, regia di Carol Moore-Ede Myers - cortometraggio (1985)
- 9B, regia di James Swan - film TV (1986)
- Air Waves - serie TV, episodi 2x09-2x10 (1986)
- L'esecuzione... una storia vera (Act of Vengeance), regia di John Mackenzie - film TV (1986)
- Friday the 13th - serie TV, episodio 1x01 (1987)
- Captain Power and the Soldiers of the Future - serie TV, episodio 1x04 (1987)
- Il mio amico Ultraman ("My Secret Identity" It Only Hurts for a Little While) - serie TV, episodio 1x10 (1988)
- The Journey Home, regia di Marc F. Voizard - cortometraggio (1989)
- Learinig the Ropes - serie TV, 6 episodi - Brad (1988-1989)
- Princes in Exile, regia di Giles Walker (1990)
- The World's Oldest living Bridesmaid, regia di Joseph L. Scanlan - film TV (1990)
- I Campbells (The Campbells) - serie TV, episodio 3x17 (1990)
- Video & Arcade Top 10 - gioco televisivo (1991)
- Maniac Mansion - serie TV, episodio 3x07 (1992)
- Poliziotto a 4 zampe - serie TV, episodio 5x15 (1992)
- La strada per Avonlea (Road to Avonlea) - serie TV, episodio 3x05 (1992)
- Family Pictures, regia di Philip Saville (1993)
- Manic, regia di Alex Chapple - film TV (1993)
- X-Rated, regia di Kit Hood - film TV (1993)
- The Mighty Jungle - serie TV, episodio 1x21 (1994)
- Forever Knight - serie TV, episodio 2x11 (1994)
- Side Effects - serie TV, episodio 1x03 (1994)
- Rude, regia di Clément Virgo (1995)
- Mysterious Island - serie TV - 22 episodi - Herbert Pencroft (1995)
- Operazione Canadian Bacon (Canadian Bacon), regia di Michael Moore (1995)
- I viaggiatori - serie TV - episodio 2x11 (1996)
- Gone in a Heartbeat, regia di Jerry Jameson (1996)
- La leggenda della palude, regia di Vic Sarin (1996)
- F/X - The Illusion - serie TV - episodio 1x19 (1997)
- Promise The Moon, regia di Ken Jubenvill (1997)
- Peacekeepers, regia di Brad Turner - film TV (1997)
- Elvis Meets Nixon, regia di Allan Arkush (1997)
- Deepwater Black - serie TV - 13 episodi - Reb Andersen (1997)
- Bordertown Cafè, regia di Norma Bailey (1997)
- The Making of 'Mission Genesis - documentario TV (1997)
- Mind Games, regia di Jan Egleson - film TV (1998)
- Clutch, regia di Chris Grismer (1998)
- My Date with the President's Daughter, regia di Alex Zamm - film TV (1998)
- PSI Factor - serie TV, episodi 2x15-2x17 (1998)
- Los Angeles - Tempesta di ghiaccio (Ice), regia di Jean de Segonzac (1998)
- La sposa di Chucky (Bride of Chucky), regia di Ronny Yu (1998)
- Shadow Builder, regia di Jamie Dixon (1998)
- Ultimate Deception, regia di Richard A. Colla - film TV (1999)
- Vite a mano armate (The Highwayman), regia di Keoni Waxman (2000)
- The Seventh Portal - serie TV - voce (2000)
- The Twilight Zone - serie TV, episodio 1x36 (2003)
- Shattered City: The Halifax Explosion, regia di Bruce Pittman - film TV (2003)
- Andromeda - serie TV, 104 episodi - Seamus Harper (2000-2005)
- Everything's Gone Green, regia di Paul Fox (2006)
- Secrets of an Undercover Wife, regia di George Mendeluk (2007)
- Blood Ties - serie TV, episodio 1x04 (2007)
- The Guard - serie TV, 20 episodi - (2008 - 2009)
- FedCon XIX: Beyond Imagination, regia di Alexander Theodossiadis - documentario (2010)
- Supernatural - serie TV, episodio 6x18 (2011)

## Premi e candidature

### Gemini Awards
- 1992 Nominato - Miglior attore di supporto nel film Princes in Exile
- 2002 Vinto - Attore canadese più hot